# Che! (album)
Che! è un album (e colonna sonora dell'omonimo film) di Lalo Schifrin, pubblicato nel 1969.

## Tracce
Lato A
1. Ché! (Orchestra Version) – 2:22 (Lalo Schifrin)
2. La columna – 2:34 (Lalo Schifrin)
3. Emboscada – 3:10 (Lalo Schifrin)
4. La ruta – 2:42 (Lalo Schifrin)
5. Charangos – 2:04 (Lalo Schifrin)
6. Fiesta numero dos – 3:06 (Lalo Schifrin)

Lato B
1. Recuerdos – 2:44 (Lalo Schifrin)
2. Fiesta numero uno – 2:13 (Lalo Schifrin)
3. Anita – 2:00 (Lalo Schifrin)
4. La barraca – 1:56 (Lalo Schifrin)
5. Tiempo pasado – 3:00 (Lalo Schifrin)
6. Ché (Solo Guitar Version) – 3:17 (Lalo Schifrin)

Edizione CD del 1998, pubblicato dalla Aleph Records
1. Che! – 2:17 (Lalo Schifrin)
2. Los olvidados – 2:42 (Lalo Schifrin)
3. La columna – 2:35 (Lalo Schifrin)
4. Tango – 3:30 (Lalo Schifrin)
5. La ruta – 2:07 (Lalo Schifrin)
6. Emboscada – 3:09 (Lalo Schifrin)
7. Malambo – 4:49 (Lalo Schifrin)
8. Fiesta numero dos – 3:08 (Lalo Schifrin)
9. Recuerdos – 2:40 (Lalo Schifrin)
10. Charangos – 2:04 (Lalo Schifrin)
11. La ultima careta – 2:52 (Lalo Schifrin)
12. Los andes – 1:51 (Lalo Schifrin)
13. Anita – 2:00 (Lalo Schifrin)
14. Fiesta numero uno – 2:12 (Lalo Schifrin)
15. La barraca – 1:56 (Lalo Schifrin)
16. Che! – 6:07 (Lalo Schifrin)

## Musicisti
- Lalo Schifrin  - conduttore musicale
- Lalo Schifrin  - pianoforte (solo nel brano : B1)
- George Del Barrio  - pianoforte
- TTommy Tedesco  - prima chitarra
- Bob Baine  - seconda chitarra
- Lalo Ruiz  - terza chitarra
- Marcus Cabuto  - tromba
- Bud Shank - flauto
- Justin Gordon - flauto
- Ronny Lang - flauto
- Sheridan Stokes - flauto
- Ted Nash - flauto
- Tom Scott - flauto
- José Lazano - flauto di legno
- Bill Plummer  - basso
- Humberto Cane  - basso
- Larry Bunker  - batteria boliviana
- Armando Peraza  - percussioni
- Chino Valdez  - percussioni
- Francisco Aguabella  - percussioni
- José Mangual  - percussioni
- Julio Collazo  - percussioni
- Mongo Santamaría  - percussioni
- Orlando Cachaíto López  - percussioni
- Orlando Bertran  - percussioni
- Ken Watson  - bells (inca)
- Al Hendrickson  - charango
- Dennis Budimir - tipple
- Catherine Gotthofer - arpa
- Dorothy Remsen - arpa
- Kaskara - voce
- "Baja California Chamber Orchestra" - strumenti a corda, strumenti ad arco